# Гарцевська волость
Гарцевська волость — історична адміністративно-територіальна одиниця Стародубського повіту Чернігівської губернії з центром у селі Гарцеве.
Утворена під час адміністративної реформи 1861 року.
Станом на 1885 рік складалася з 24 поселень, 23 сільських громад. Населення — 7857 осіб (3993 чоловічої статі та 3864 — жіночої), 1011 дворових господарств.
|                     | Площа, десятин | У тому числі орної, дес. |
| ------------------- | -------------- | ------------------------ |
| Сільських громад    | 9536           | 7070                     |
| Приватної власності | 5505           | 3005                     |
| Іншої власності     | 100            | 64                       |
| Загалом             | 15141          | 10139                    |

Основні поселення волості:
- Гарцеве — колишнє державне й власницьке село при річці Стешня за 26 верст від повітового міста, 635 осіб, 95 дворів, православна церква, школа, постоялий двір, 2 постоялих будинки, лавка, водяний млин.
- Артюшкове — колишнє державне й власницьке село при річці Максимовка, 287 осіб, 42 двори, православна церква, постоялий двір, водяний млин.
- Баликіно — колишнє державне й власницьке село при річці Дуленка, 479 осіб, 70 дворів, православна церква, постоялий двір, вітряний млин.
- Високе — колишнє державне й власницьке село при річці Стешня, 349 осіб, 51 двір, православна церква, вітряний млин.
- Галенськ — колишнє державне село при річці Бичок, 558 осіб, 87 дворів, православна церква, постоялий двір, вітряний млин.
- Ковальово — колишнє державне й власницьке село при струмкові, 355 осіб, 46 дворів, православна церква, водяний млин, крупорушка.
- Колодезки — колишнє державне й власницьке село при річках Росоха й Стешня, 268 осіб, 57 дворів, православна церква, водяний млин, крупорушка, маслобійний завод.
- Решітки — колишнє державне й власницьке село при річці Дуленка, 585 осіб, 88 дворів, православна церква, постоялий двір, вітряний млин.
- Семешково — колишнє державне й власницьке село при річці Стешня, 141 особа, 17 дворів, православна церква, водяний млин.
- Труханово — колишнє державне й власницьке село при струмкові, 142 особи, 21 двір, православна церква.

1899 року у волості налічувалось 28 сільських громад, населення зросло до 11 460 осіб (5877 чоловічої статі та 5583 — жіночої).